# Eupelmidae
Gli Eupelmidi (Eupelmidae Walker, 1833) costituiscono una famiglia di insetti (Hymenoptera Chalcidoidea) comprendente specie parassitoidi.

## Generalità
Gli Eupelmidi rappresentano un raggruppamento che mostra affinità morfologiche con le famiglie dei Tanaostigmatidi e degli Encirtidi. In particolare, queste tre famiglie si distinguono da tutti gli altri Calcidoidi per presentare, nelle femmine, le mesopleure largamente sviluppate, convesse e prive di solchi. Negli altri Calcidoidi invece è presente un solco in cui s'inserisce la coxa. Nell'ambito di queste famiglie altri caratteri morfologici permettono di discernere le femmine degli Eupelmidi.
I caratteri maschili sono invece più generici e i maschi degli Eupelmidi si confondono facilmente con quelli degli Pteromalidi e delle altre citate famiglie.

## Descrizione
Gli Eupelmidi hanno un corpo di dimensioni variabili. La testa porta antenne con un anello e funicolo composto da sette articoli.
Il torace ha le mesopleure grandi e convesse e prive di solchi, articolate nel loro margine posteriore con le coxe. Lo scuto delle femmine è piatto o concavo, mentre nei maschi è spesso convesso. Le zampe presentano un robusto sperone all'estremità distale. Le ali sono ben sviluppate, ma sono frequenti anche specie microattere o attere. La vena marginale decorre per circa un terzo della lunghezza dell'ala.
L'addome è subsessile a causa del ridotto sviluppo del peziolo.

## Biologia
Gli Eupelmidi sono in generale ectoparassiti solitari di stadi preimmaginali di altri insetti, appartenenti ad una larga gamma di ordini e abitudini alimentari. Piuttosto frequenti sono i casi di iperparassitismo. Fra questi si cita l'antagonismo dell'Eupelmus urozonus nei confronti dell'Opius concolor (Hymenoptera Braconidae) con la larva della mosca delle olive come ospite primario.
Oltre i casi citati, nell'ambito degli Eupelmidi si riscontra una certa eterogeneità biologica che riguarda però piccoli raggruppamenti. Alcuni Eupelmidi sono endoparassiti, altri sono predatori oofagi a spese di altri insetti o di ragni oppure endoparassiti oofagi che si sviluppano all'interno delle uova di Lepidotteri, Ortotteri e Rincoti. Infine sono citati anche casi di multiparassitismo con larve ectoparassite gregarie che si sviluppano a spese delle pupe di Ditteri all'interno del pupario.

## Sistematica e filogenesi
L'attuale classificazione suddivide gli Eupelmidi in tre sottofamiglie, comprendenti nel complesso 45 generi con circa 900 specie distribuite in tutto il mondo. Dal punto di vista filogenetico la famiglia sarebbe un raggruppamento parafiletico mentre le sottofamiglie rappresentano dei cladi monofiletici perciò è presumibile che in futuro saranno elevate al rango di famiglia.